# Pećnik
Pećnik je naseljeno mjesto u sastavu općine Vukosavlje, Republika Srpska, BiH.

## Povijest
Pećnik se do rata nalazio u sastavu općine Modriča.

## Zemljopis
Manjim dijelom Pećnik se prostire posavskom ravnicom dok većim dijelom se oslanja na obronke planine Vučijak.Tako da slobodno mozemo reci da Pećnik je bogat pašnjacima, obradivim zemljištem, šumom i velikim prirodnim izvorištima čiste pitke vode od kojih je najpoznatiji izvor Točak.

## Povijest
Selo-župa Pećnik spominje se 1743. god. u izvješćima apostolskog vikara biskupa fra. Pavla Dragičevića, 1768. god. apostolskog vikara biskupa fra. Marijana Bogdanovića. Oni u svojim izvješćima pišu o broju kuća, obitelji te broju stanovništva. U Drugom svjetskom ratu kao i u Domovinskom selo je uništeno od strane srpskih ekstremista. Tijekom 1992. god. stanovništvo je izbjeglo u Hrvatsku i druge zapadne zemlje. Potpisivanjem mira u BiH dio stanovništva se vratilo svojim domovima, dok velika većina živi i dalje u Hrvatskoj i nekim drugim zemljama.Selo je većim dijelom obnovljeno zahvaljujući pomoći iz Hrvatske te jos nekih zapadnih zemalja.

## Stanovništvo
| Pećnik             |                |                |                |
| godina popisa      | 1991.          | 1981.          | 1971.          |
| Hrvati             | 1.430 (96,16%) | 1.670 (94,13%) | 1.675 (96,31%) |
| Srbi               | 31 (2,08%)     | 33 (1,86%)     | 55 (3,16%)     |
| Muslimani          | 1 (0,06%)      | 0              | 3 (0,17%)      |
| Jugoslaveni        | 13 (0,87%)     | 55 (3,10%)     | 0              |
| ostali i nepoznato | 12 (0,80%)     | 16 (0,90%)     | 6 (0,34%)      |
| ukupno             | 1.487          | 1.774          | 1.739          |